# パデルノ・フランチャコルタ
パデルノ・フランチャコルタ（伊: Paderno Franciacorta）は、イタリア共和国ロンバルディア州ブレシア県にある、人口約3,600人の基礎自治体（コムーネ）。

## 地理

### 位置・広がり

#### 隣接コムーネ
隣接するコムーネは以下の通り。
- カステニャート
- パッシラーノ
- ロデンゴ＝サイアーノ

### 地震分類
イタリアの地震リスク階級 (it) では、3 に分類される
。